# Cliron
Cliron é uma comuna francesa na região administrativa de Grande Leste, no departamento Ardenas. Estende-se por uma área de 6,16 km². Em 2010 a comuna tinha 402 habitantes (densidade: 65,3 hab./km²).